# شرلی جونز
شرلی می جونز (انگلیسی: Shirley Mae Jones؛ زاده ۳۱ مارس ۱۹۳۴) بازیگر و خواننده اهل ایالات متحده آمریکا است. وی از سال ۱۹۵۳ میلادی تاکنون مشغول فعالیت بوده‌است. او برای بازی در فیلم المرگنتری محصول ۱۹۶۰ برنده جایزه اسکار نقش دوم گردیده.

## گزیده فیلمشناسی

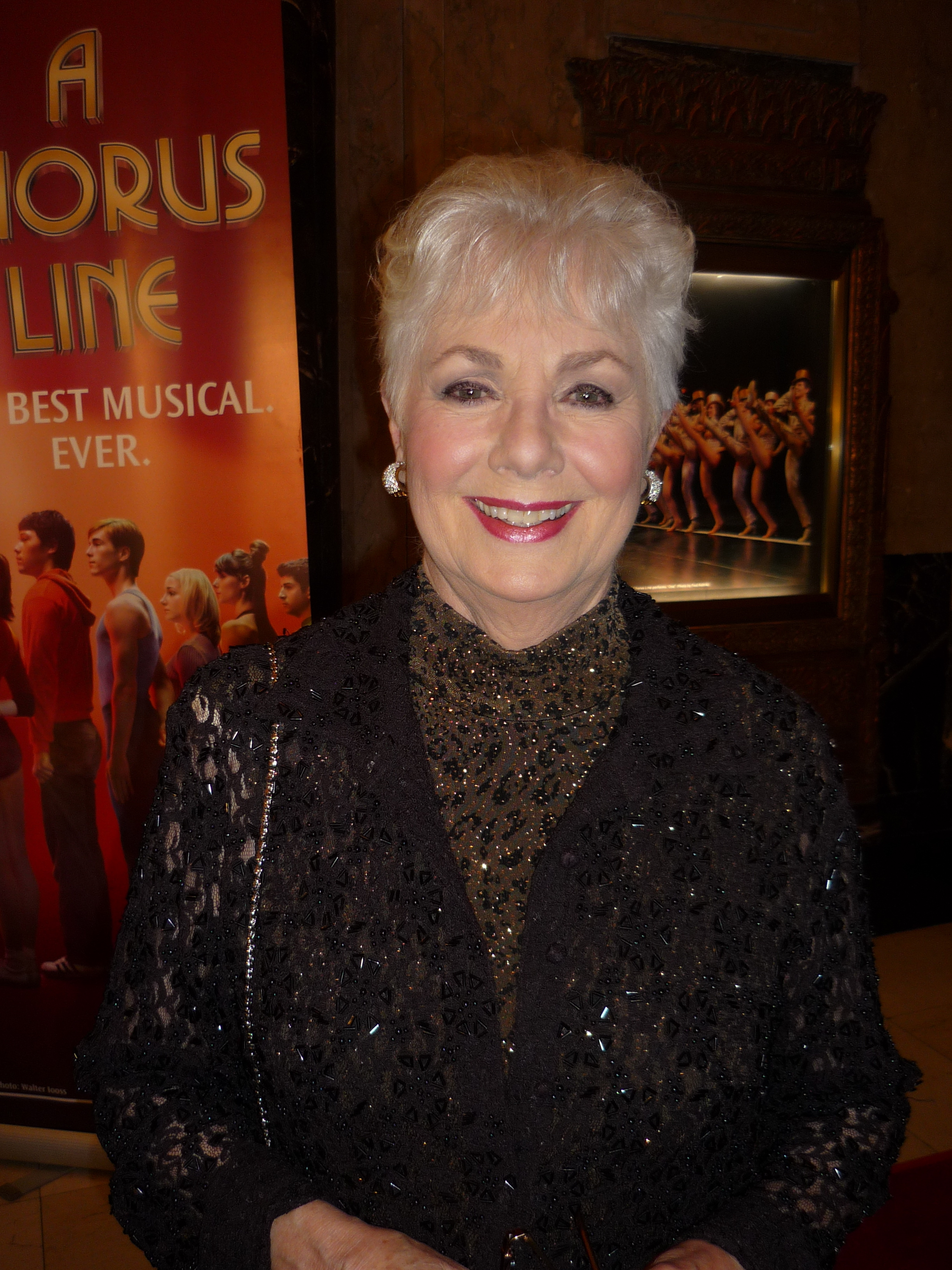
شرلی جونز سال ۲۰۱۰

از فیلم‌ها یا برنامه‌های تلویزیونی که وی در آن نقش داشته‌است می‌توان به آثار زیر اشاره کرد.
- اکلاهما! (فیلم ۱۹۵۵) (۱۹۵۵)
- چرخ‌وفلک (فیلم ۱۹۵۶) (۱۹۵۶)
- المر گنتری (فیلم) (۱۹۶۰)
- مرد موسیقی (فیلم ۱۹۶۲) (۱۹۶۲)
- داستان وقت خواب (فیلم ۱۹۶۴) (۱۹۶۴)
- پایان خوش (فیلم ۱۹۶۹) (۱۹۶۹)
- ورای ماجرای پوسیدون (۱۹۷۹)
- تانک (فیلم) (۱۹۸۴)
- خانواده پارتریج (۱۹۷۰–۷۴)
- نمایش درو کری (۱۹۹۸)
- سابرینا جادوگر نوجوان (۱۹۹۹)
- نمایش دهه ۷۰ (۲۰۰۰)
- روزهای زندگی ما (۲۰۰۸)
- داستان زندگی هوپ (۲۰۱۱/۱۴)
- ویکتوریوس (۲۰۱۲)